# Любен Стамболиев
Любомир (Любен) Стамболиев е български футболист, полузащитник. Роден е през 1915 г. в село Осоица. В „А“ националния тим записва 6 мача, а за „Б“ националния два мача. Бил е избран за най-добър футболист за 1942 г. Същата година е първият победител в анкетата за Спортист на годината.
Започва кариерата си като дясно крило, впоследствие минава в полузащитата, а в края на кариерата си е централен защитник.

## Кариера
Играл е за Ботев (София) и Шипка (София). През 1934 г. преминава в Левски (София). Капитан на отбора от 1941 до 1944 г. Има 180 мача и 25 гола за Левски, от които 125 мача и 18 гола за първенство, 17 мача и два гола за Купата на страната и 38 мача и 5 гола в международни срещи. Шампион на България е два пъти през 1937 и 1942 г. и носител на Купата на страната през 1942 г. Столичен шампион е бил 3 пъти (1937, 1942 и 1943 г.).
Тъй като по професия е шофьор към военното министерство, след 9 септември 1944 г. му е забранено да играе футбол. Все пак през 1947 г. правата му са възстановени и Стамболиев става част от Спартак (София). През 1948 г. играе в приятелски срещи за Септември при ЦДВ. След това играе за Локомотив (София), като през 1950 г. е капитан на отбора.
След края на състезателната си кариера е дългогодишен футболен съдия. Той е първият треньор на обединения градски отбор Ботев (Пазарджик) през сезон 1959 – 1960 г. Освен това е треньор в Русе и Видин.
Починал през 1994 година.